# Scaphopetalum brunneopurpureum
Scaphopetalum brunneopurpureum är en malvaväxtart som beskrevs av Adolf Engler och K. Krause. Scaphopetalum brunneopurpureum ingår i släktet Scaphopetalum och familjen malvaväxter. Inga underarter finns listade i Catalogue of Life.